# Represa de Itaipu
Represa de Itaipu är en reservoar i Brasilien.   Den ligger i delstaten Paraná, i den södra delen av landet, 1 200 km sydväst om huvudstaden Brasília. Represa de Itaipu ligger 217 meter över havet. Arean är 1 181 kvadratkilometer. Den sträcker sig 157,5 kilometer i nord-sydlig riktning, och 61,6 kilometer i öst-västlig riktning.
Trakten runt Represa de Itaipu består till största delen av jordbruksmark. Runt Represa de Itaipu är det ganska glesbefolkat, med 29 invånare per kvadratkilometer.